# エフエムしばた
株式会社エフエムしばたは、新潟県新発田市の一部地域を放送区域として超短波放送（FM放送）のコミュニティ放送を営む特定地上基幹放送事業者である。
開局当初から「RADIO AGATT（ラジオ アガット）」を愛称としていたが、2023年4月1日から愛称を「シバラジ」に変更した。

## 概要
全国で76番目、新潟県では4番目のコミュニティ放送局として1997年（平成9年）に開局した。「AGATT」は「阿賀北地域に感謝を込めて」「あんがとう（ありがとう）」の意味が込められる。
中継局は、赤谷中継局（空中線電力10W）、藤塚浜中継局（同5W）、菅谷中継局（同20W）がある。
放送エリアは新発田市を中心に半径約20km未満。新発田市と新潟市、胎内市、阿賀野市の各一部、北蒲原郡聖籠町。一部に難聴取地域がある。聴取対象人口は約16万人、約6万世帯。
コミュニティ放送局のためRadikoには参加していないが、公式サイト併設のJCBAラジオを使った同時ネット放送を行っており、数秒のタイムラグがあるもののインターネット回線があれば日本全国で聴取が可能である。
本社・スタジオは新発田市生涯学習センター内に設置。またサテライトスタジオ「ヨリネス街角スタジオ」が新発田市役所内にあり、生ワイド番組はヨネリススタジオより放送している。
24時間放送をしている。自社制作番組以外の時間は、主にミュージックバードの番組を放送する。
防災情報（主に新発田市、胎内市、聖籠町）に力を入れている。新発田市、胎内市、聖籠町、胎内黒川地区内で火災や災害が発生した場合、真夜中でも放送を中断し新発田市広域消防の放送に切り替えられる。鎮火完了や災害による被害が起こらないと判断した場合も鎮火や被害が発生しない旨の放送を通常放送に割り込んで放送される。なお、火災や災害発生時の中断放送時に使われているフィラー素材は開局以降変更されていない、また中断放送を終了するときはピ・ポ・パというプッシュフォンで使われているプッシュ音を終了信号としている。
緊急地震速報を受信した場合は、他局と同じく緊急地震速報のチャイムが鳴り、マスタースタジオで緊急地震速報発令と地震発生の旨の割り込み放送を行ったのちに避難情報などを放送し、場合によっては上述の新発田市広域消防の放送が流れる。

### 沿革
- 1997年（平成9年）10月1日 - 開局
- 2002年（平成14年）12月24日 - 放送事故発生（後述）
- 2004年（平成16年）- 新発田市中央町にあったサテライトスタジオを閉鎖
- 2013年（平成25年）
  - 2月20日 - 赤谷中継局の予備免許取得
  - 12月11日 - 赤谷中継局の免許取得[4]
- 2015年（平成27年）
  - 2月26日 - 藤塚浜・菅谷中継局の予備免許取得
  - 11月30日 - 藤塚浜・菅谷中継局の免許取得[5]
- 2017年（平成29年）1月 - ヨリネスしばた1階に「ヨリネス街角スタジオ」開設[2]。
- 2022年（令和4年）
  - 10月5日 - 夕方の生放送番組「ごきげんラジオ769」にて放送事故が発生（後述）。　
  - 10月28日および31日 -「ごきげんラジオ769」内、新発田市各地の幼稚園や保育園、認定こども園の園児の将来の夢をインタビュー収録したものを放送するコーナーで、園児の名前を2回続けて間違えるミスが発生。翌週の放送中、火曜日担当パーソナリティの海津ゆうこが関係者や視聴者、保護者に対し謝罪した。
  - 12月1日 - 機材トラブルにより、「ごきげんラジオ769」が3分遅れの16:53から開始となる放送事故が起きた。
  - 12月28日 - 放送予定だった「Jimmy's Rock bar」がトラブルにより放送出来なくなる放送事故が発生。
- 2023年（令和5年）4月1日 - 愛称をRADIO AGATTから「シバラジ」へ変更した。
- 2024年（令和6年）3月13日 - 議会放送の延長による放送時間の変更に起因するミスにより、シバラジEvening stationにて20秒ほど早く時報が放送されたあと放送不能となり、18時00分に入ってから数十秒経過するまで無音となる放送事故が発生した。番組中で水曜日担当のベリオが謝罪した。

## 主要番組
※時間はすべてJST ★は、ヨリネス街角スタジオから生放送。
- ★シバラジ Morning Station（月曜 - 金曜 7:00 - 7:55、17:00 - 17:55） - 年末年始と祝日は休止
- ★シバラジ Evning Starion（月曜 - 金曜 8:00 - 9:00、18:00 - 19:00） - 年末年始と祝日は休止
- ★769サタデー（土曜 11:00 - 12:50）
- さぁBOSAI知るラジ（月曜 - 木曜 16:50 - 16:58）※新潟放送制作
- 遠藤麻理 四畳半スタジオ（月曜 - 木曜 14:00 - 16:50）※新潟放送制作

## パーソナリティ（2023年4月現在）
レギュラー
- 吉田貴幸
- 中村博和 新潟お笑い集団NAMARA所属。
- 海津ゆうこ
- 渡辺ひとみ
- 出来心 - オダニハジメと秋山朋信によるお笑いコンビ、新潟お笑い集団NAMARA所属。
- 伊藤和生（かずき）
- 杉野朋子
- 冨髙由喜（元新潟テレビ21）
- 木川きよみ
- ベリオ（Niigata Mix Sand♪メンバー）

## エピソード
2002年（平成14年）12月24日深夜、放送中に音楽が音飛びしたり止まるなどの不具合が発生。数十分後「こちらはエフエム新発田です、ただいま機材トラブルにより放送が中断しています」と吉田貴幸アナウンサーによるアナウンスが入り、その後復帰したが「桑名シオンのノージャンル」は時間を大幅にずらして放送された。中断した原因は経年劣化したMDをそのまま放送に使っていたためと思われる。
通常、テレビやラジオ局スタッフは退職や他の放送局への移動があるが、1997年のエフエムしばたの立ち上げから2022年現在までディレクターやパーソナリティとして活動しているのは吉田貴幸のみである。
新発田市の中央交差点前にサテライトスタジオがあり、イブニングカフェ769や桑名シオンのノージャンルなど一部の番組の生放送や公開録音を行っていた。屋内（放送ブースの外）で放送を見学することが可能で、メモ用紙とペンが用意されておりリスナーがアナウンサーにリクエストや番組宛のメッセージを、CM中や音楽を流している時等に直接渡すことが出来た。2004年（平成16年）の春に閉鎖され、跡地はのちに美容室になったが閉店し、現在は貸店舗になっている。
かつての公式ウェブサイトでは、一部アナウンサーの写真のあるところをクリックするとリスナー向けの隠し掲示板が出るなどバラエティに富んでいた。
2022年10月5日、機材のトラブルと人為的ミスが重なり、ごきげんラジオ769がオープニングの16時50分から約5分間放送不能になる放送事故が発生。翌週の番組冒頭で水曜日担当のベリオがエフエムしばたをお聞きの皆様へのお知らせとして謝罪した。その他、生放送中BGMやジングルの取り違えや音が止まったり、マウスのクリック音が放送に乗ったり、LINEの着信音が放送に乗ってしまったり、本来放送するべきコーナーの音源を放送済みの音源を流すなど人為的ミスが多い。

## 緊急告知FMラジオ
新発田市は、2007年度（平成19年度）から土砂災害警戒区域等に緊急告知FMラジオを配備した。2008年度（平成20年度）からはエフエムしばたが販売している。